# تیم لنتون
تیم لنتون (انگلیسی: Tim Lenton؛ زادهٔ ژوئیه ۱۹۷۳ (۵۱ سال)) دانشمند در زمینه زمین‌شناسی 
و از اعضای انجمن زمین‌شناسی لندن و استاد دانشگاه آنگلیای شرقی است.